# Pappo's Blues Volumen 7
Pappo's Blues Volumen 7 es el séptimo disco del grupo de rock argentino Pappo's Blues, publicado en 1978 por el sello Music Hall. 

## Detalles
Este LP consiste en versiones regrabadas de algunos clásicos de Pappo hasta ese momento, junto con dos piezas instrumentales nuevas: "Detrás de la iglesia" y "El jugador". 
Los músicos que acompañan a Pappo en este disco son Alejandro Medina en bajo y Darío Fernández en batería, excepto en el tema "Abordo", que es exactamante la misma grabación que aparece en Pappo's Blues Volumen 6.
"El jugador", escrito por Alejandro Medina, sería regrabado con letra por Manal como "Juega el juego jugador", para el álbum Reunión de 1981.
Este sería el último álbum de la banda hasta su reformación en la década de los '90.  

## Lista de canciones
*Todos los temas fueron compuestos por Norberto "Pappo" Napolitano, excepto los indicados.
Lado 1
1. "El hombre suburbano" - 2:18
2. "El viejo" - 5:48
3. "El jugador" (Alejandro Medina) - 7:34
4. "Tema I" - 4:21

Lado 2
1. "Abordo" (Pappo, E. D. Beaudoux) - 6:32
2. "Hansen" (Por error de impresión, antes "Gris y amarillo")  - 7:15
3. "Detrás de la iglesia" - 3:44

## Personal
- Pappo - Guitarra y voz.
- Alejandro Medina - Bajo.
- Darío Fernández - Batería y percusión.
- Eduardo Daniel "Fanta" Beaudoux: bajo en "Abordo"
- Eduardo Garbagnati: batería en "Abordo"
- Rodolfo Bozzolo - Diseño de tapa.